# Cerimônia de encerramento dos Jogos Olímpicos de Verão de 2016

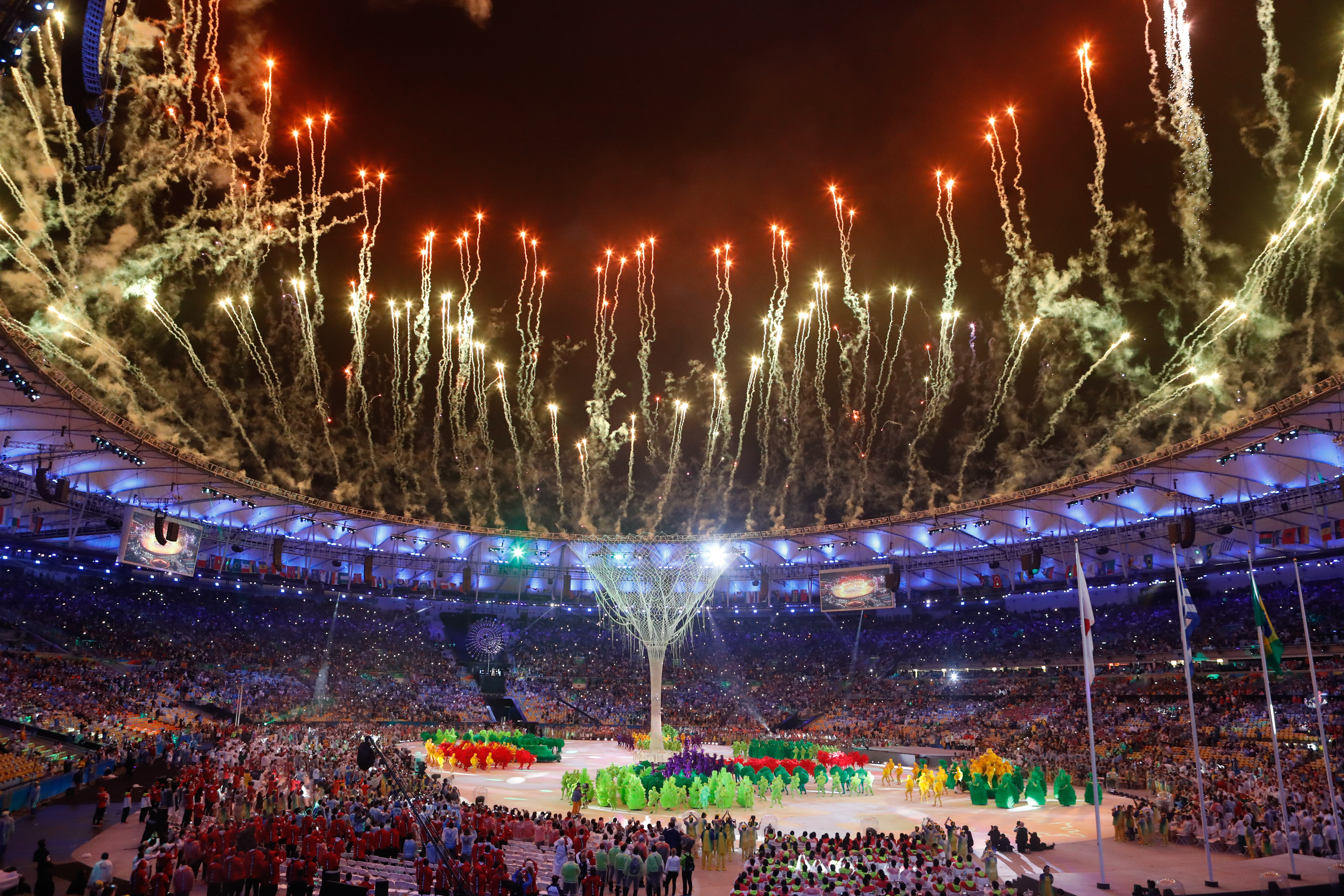
A Cerimônia de encerramento dos Jogos Olímpicos de 2016.

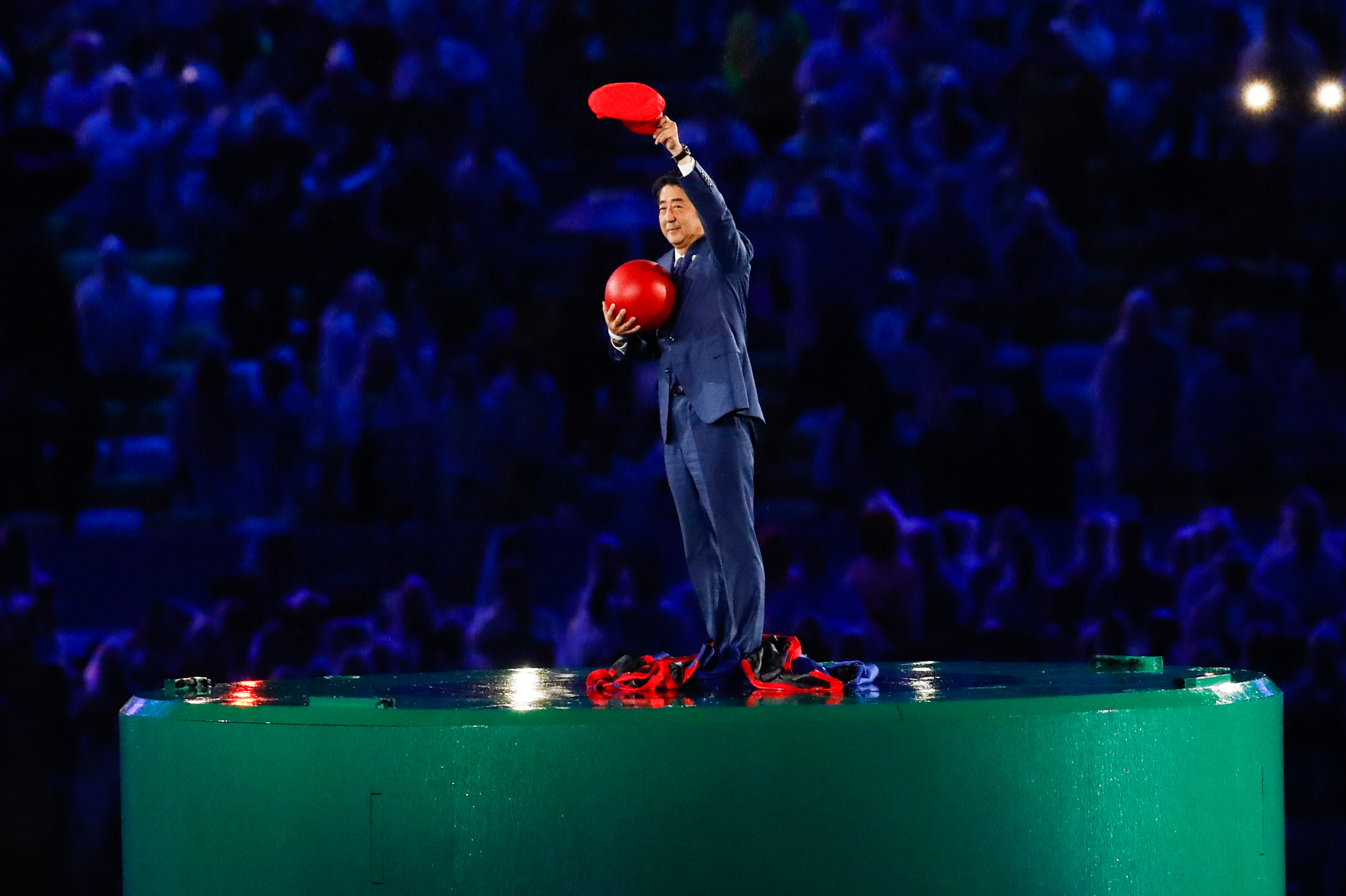
O então primeiro-ministro japonês, Shinzo Abe, durante a cerimônia de encerramento.

A cerimônia de encerramento dos XXXI Jogos Olímpicos ocorreu no Estádio Jornalista Mário Filho, mais conhecido como Maracanã, localizado no município do Rio de Janeiro, em 21 de agosto de 2016, sendo iniciada a cerimonia as 20:00 (UTC-3). A carnavalesca Rosa Magalhães foi a diretora artística da cerimonia. Conforme a tradição olímpica, os atletas entraram juntos, e não separados por países, mostrando que são "uma só nação" e somente três países tiveram suas bandeiras hasteadas: Grécia, berço dos Jogos; Brasil, sede; e Japão, sede da próxima edição. Além destas três, também foi hasteada a bandeira olímpica, que foi entregue a governadora de Tóquio, Yuriko Koike. A grande surpresa da noite foi a entrada do primeiro-ministro japonês Shinzo Abe que entrou com ajuda do personagem Mario Bros. Ao fim, o presidente do Comitê Olímpico Brasileiro (COB), Carlos Arthur Nuzman,discursou ressaltando o sucesso dos jogos. A seguir o presidente do Comitê Olímpico Internacional (COI), Thomas Bach, fez um discurso, declarando encerrado o evento e, a seguir, a chama da pira olímpica foi apagada. Durante a cerimonia foi lançado o Canal Olimpico dos Jogos e instituída a Taça olímpica 

## Cerimônia

### Artistas participantes
Participaram do show Roberta Sá cantando em homenagem a Carmen Miranda. O cantor Lenine homenageou os voluntários com uma versão especial de sua música "Jack Soul Brasileiro". O Cordão da Bola Preta, junto com sua madrinha Leandra Leal fez o publico sambar e cantar. Martinho da Vila se apresentou com alguns sambas que marcaram sua extensa e exitosa carreira. Mariene de Castro cantou Pelo Tempo Que Durar, uma composição de Marisa Monte e Adriana Calcanhoto que marcou o apagar da pira olímpica. Contou também com participação das baterias e equipes técnicas das 12 escolas integrantes do Grupo Especial das Escolas de Samba do Rio de Janeiro no qual cantaram sambas clássicos e marchinhas de carnaval.
Para a apresentação da próxima cidade-sede, Tóquio, a trilha foi composta por Ringo Shiina, o produtor Yasutaka Nakata, responsável pelos sucessos mundiais de Kyary Pamyu Pamyu e do grupo Perfume e a clássica vinheta de fim de fase do jogo Super Mario Bros., composta por Koji Kondo. O vídeo promocional de Tóquio 2020 mostra paisagens da capital japonesa, alguns atletas e personagens de animes e games japoneses como o Mario, a Hello Kitty, o Doraemon e Oliver Tsubasa. [carece de fontes?]